# Lupinoblennius vinctus
Lupinoblennius vinctus är en fiskart som först beskrevs av Poey, 1867.  Lupinoblennius vinctus ingår i släktet Lupinoblennius och familjen Blenniidae. Inga underarter finns listade i Catalogue of Life.